# Первомайский (Татарстан)
 Первомайский  — поселок в Нижнекамском районе Татарстана. Входит в состав Шереметьевского сельского поселения.

## География
Находится в центральной части Татарстана на расстоянии приблизительно 41 км по прямой на юг-юго-запад от районного центра города Нижнекамск на речке Оша.

## История
Основан в 1930-х годах.

## Население
Постоянных жителей было: в 1949—137, в 1958—199, в 1970—112, в 1979 — 52, в 1989 — 8, в 2002 − 14 (татары 50 %, кряшены 36 %), 34 в 2010.